# Fenprocumonă
Fenprocumona este un medicament anticoagulant din clasa antagoniștilor vitaminei K, derivat de cumarină. Este principala cumarină anticoagulantă utilizată în Germania. Este utilizat pentru profilaxia și tratamentul afecțiunilor tromboembolice. Calea de administrare disponibilă este cea orală.